# Ceryx elasson
Ceryx elasson är en fjärilsart som beskrevs av Holland 1893. Ceryx elasson ingår i släktet Ceryx och familjen björnspinnare. Inga underarter finns listade i Catalogue of Life.